# Calliostoma variegatum
Calliostoma variegatum är en snäckart som beskrevs av Carpenter 1864. Calliostoma variegatum ingår i släktet Calliostoma och familjen Calliostomatidae. Inga underarter finns listade i Catalogue of Life.